# Heinrich August Wilhelm Meyer
Heinrich August Wilhelm Meyer, född den 10 januari 1800 i Gotha, död den 21 juni 1873, var en tysk luthersk teolog och framstående exeget. Han var bror till Joseph Meyer.
Meyer var från 1841 konsistorialråd i Hannover samt tillika superintendent och pastor vid Neustadt-kyrkan där. Han befordrades 1861 till överkonsistorialråd och drog sig 1865 tillbaka till det enskilda livet. Bland Meyers arbeten märks hans edition och översättning av Nya testamentet (1829), hans edition av den lutherska kyrkans symboliska böcker (1830) och framför alla hans mycket värderade verk Kritisch-exegetischer Kommentar zum Neuen Testament (1832 ff.) i fortsättningen med biträde av teologerna Huther, Düsterdieck och Lünemann; enskilda band utgavs i en mängd nya upplagor, dels av Meyer själv, dels, efter hans död, av Wendt, Bernhard och Johannes Weiss, Heinrici, Beyschlag, Sieffert, Haupt med flera. Meyer var till sin teologiska riktning supranaturalist, men bemödade sig om att, fri från dogmatiska förutsättningar, ge en strängt grammatisk-historisk tolkning av bibelordet. Meyers kommentar, som behöll sitt gamla namn, trots att andra, framför allt Bernhard Weiss, satte en mera modern prägel på den, utövade betydande inflytande inte bara i Tyskland, utan också långt utanför dess gränser, inte minst i Sverige. Den översattes till engelska redan 1845.